# Unidad periférica de Ioánina
La unidad periférica de Ioánina (en griego: Ιωάννινα, Γιάννινα o Γιάννενα, Ioánnina, Giánnina o Giánnena, Περιφερειακή ενότητα Ιωαννίνων) es una unidad periférica situada en el noroeste de Grecia. Limita al norte con Albania, al noreste con la unidad periférica de Kastoriá, al este con las de Grevená y Tríkala, al sur con las de Arta y Préveza y al oeste con la Tesprotia. Con estas tres últimas forma la periferia de Epiro. La de Ioánina es la más importante, puesto que ocupa casi la mitad de su territorio y en ella vive casi la mitad de su población. Hasta el 1 de enero de 2011 fue una de las 51 prefecturas en que se dividía el país.

## Geografía física
Con excepción de las fértiles llanuras que rodean a la capital, se trata de una zona predominantemente montañosa. Las montañas de Ioánina son continuación natural de las sierras situadas más al norte en la zona occidental de los Balcanes. Destaca especialmente la cadena montañosa del Pindo, que comienza con la montaña de Grammos (2520 m.), en la frontera con Albania, y se prolonga hacia el sur por la parte oriental de la prefectura hasta llegar a la costa norte del golfo de Corinto.
La orografía explica el aislamiento geográfico de la zona, que ha dificultado su desarrollo. En los últimos años la construcción de nuevas carreteras, como la Egnatía Odós, ha contribuido a mejorar las comunicaciones con las periferias de Macedonia y Tesalia, hacia el este, y con el sur de Grecia. Pero las obras no se han completado todavía y la red de carreteras comarcales no ha sido suficientemente mejorada.
La orografía también explica el peculiar clima de Ioánina, con temperaturas más bajas que en el sur de Grecia y con lluvias más abundantes. En la capital, la temperatura media anual oscila entre los 13,5 y 14,5 °C, con valores máximos de 34 a 36 °C en verano y valores mínimos que no pocas veces llegan a los -10 °C, en invierno.
Además, cuando una región es muy montañosa y lluviosa, como es Ioánina, tenemos los factores necesarios para la aparición de numerosos ríos.

## Administración

Mapa municipal de la unidad periférica

La unidad periférica de Ioannina se subdivide en 8 municipios:
- Ioánina (1)
- Tzoumerka Norte (Boreia Tzoumerka, 2)
- Dodoni (3)
- Zagori (4)
- Zitsa (5)
- Konitsa (6)
- Metsovo (7)
- Pogoni (8)

## Historia
El área de la actual unidad regional de Ioannina se unió a Grecia en 1913, después de la Primera Guerra Balcánica.

## Transporte
- La Vía Egnatia carretera que, partiendo de la E90, pasa por Ioánnina. Comunica Igoumenitsa con la frontera turca. Muchas partes de Egnatia, especialmente en la periferia de Epiro, estaban aún sin terminar a mayo de 2009.
- Autobuses operados por la KTEL llegan principalmente a Atenas (7 horas) y Tesalónica (4,5 horas).
- Aeropuerto Nacional de Ioánina.
- Sea Air Lines vuela desde el lago Pamvótida a Corfú con hidroaviones.

## Patrimonio
- Métsovo: con unos 3,000 habitantes, es una pequeña localidad situada en pleno corazón del Pindo, al este de la prefectura y a más de 1,100 metros de altura sobre el nivel del mar. Es uno de los más importantes centros turísticos de la zona, tanto por contar con una pequeña estación de esquí como por la belleza de sus calles y casas y la variedad de productos tradicionales (queso, miel, artesanía de madera, etc.).
- Konitsa: localidad ligeramente más pequeña, está situada al norte de la prefectura, muy cerca de la frontera con Albania.
- Parque nacional Vikos-Aoos.
- Región de Zagori: con un total de 45 pequeños pueblos enclavados en un paraje natural casi inalterado.
- Oráculo de Dodona.